# Комендантка (Алтайский край)
Комендантка — село в Чарышском районе Алтайского края. До 4 марта 2022 года входило в состав сельского поселения Берёзовский сельсовет.

## История
Основано в 1924 г. В 1928 году посёлок Усть-Комендантский состоял из 13 хозяйств, основное население — русские. В административном отношении входил в состав Чарышского сельсовета Бащелакского района Бийского округа Сибирского края.

## Население
| 1926 | 1997 | 1998 | 1999 | 2000 | 2001 |
| ---- | ---- | ---- | ---- | ---- | ---- |
| 63   | ↗109 | ↘101 | ↗102 | ↗105 | ↘101 |
| 2002 | 2003 | 2004 | 2005 | 2006 | 2007 |
| ↗107 | ↘100 | ↘92  | ↘88  | ↘74  | ↗80  |
| 2008 | 2009 | 2010 | 2011 | 2012 | 2013 |
| ↘78  | ↗80  | ↘71  | ↗73  | ↗77  | →77  |

Национальный состав
Согласно результатам переписи 2002 года, в национальной структуре населения русские составляли 95 %.